# リヒャルト・ピシェル
リヒャルト・ピシェル（Richard Pischel、1849年1月18日 - 1908年12月26日）は、ドイツのインド学者。とくにプラークリット文法の研究で知られる。

## 略歴
（外部リンクのハレ大学のページによる）
1848年ブレスラウに生まれた。ブレスラウ大学でアドルフ・フリードリヒ・シュテンツラーにインド学を学び、1870年にカーリダーサ『シャクンタラー』の版本の論文で学位を取得した。普仏戦争に従軍した後、ロンドンとオックスフォードにある写本を研究し、帰国してから教授資格論文「プラークリット文法について」を書いた。
1875年にキール大学のサンスクリットおよび比較言語学の員外教授に就任した（1877年に正教授）。1876年からはドイツ東洋学会図書館長を兼ねた。
1885年、ハレ大学に新設されたサンスクリットおよび比較言語学の教授に就任し、1901年からは学長をつとめた。
1902年にベルリン大学のインドゲルマン語文献学の教授に移った。ピシェルはドイツの第2回・第3回トゥルファン探検の計画を立てた。ピシェルはトゥルファンから得た文献の中にサンスクリットの『ウダーナヴァルガ』の断片を発見した。
1908年、カルカッタ大学を訪問する旅行の最中に病気になり、マドラスで死亡した。

## 主な著作
主著の『プラークリット文法』はフランスのヴォルネー賞を受賞した。
- Grammatik der Prākrit-Sprachen. Strassburg: Trübner. (1900)

カール・フリードリヒ・ゲルトナーと共著で、ヴェーダ研究書（3巻）を出版した。
- Vedische Studien. Stuttgart: W. Kohlhammer. (1889-1901)

ヘルマン・オルデンベルクと共著でパーリ聖典協会のために『テーラガーター』『テーリーガーター』を編纂した。
- The Thera- and Therīgāthā. The Pali Text Society. (1883)

『仏陀の生涯と思想』は何度も版を重ね、日本語にも翻訳された。
- Leben und Lehre des Buddha (2nd ed.). Leipzig: B.G. Teubner. (1910) [1906]
  - 邦訳：鈴木重信 訳『仏陀の生涯と思想』新光社、1922年。

ピシェルは師のシュテンツラーによるサンスクリットの教科書を改訂した。この教科書は今も版を重ねている（2003年に19版）。
- Elementarbuch der Sanskrit-Sprache. Grammatik, Texte, Wörterbuch (6th ed.). Breslau: Lous Köhler. (1892) [1868]
  - 邦訳：荻原雲来 訳『梵語入門 : 文法・文抄・字書』丙午出版社、1908年。（のち改訂して『実習梵語学』の題で1916年に出版）

ほかにツィゴイナー（ロマ）や人形劇の起源に関する論文がある。